# Filtro CYYM

Una matriz CYYM, con 4 submatrices, cada una con un color cian y un color magenta.

Un filtro CYYM es una matriz de filtros de color. Se compone de un elemento cian, dos amarillos y uno magenta. Desarrollado por Kodak, se utilizó en las DSLR Kodak DCS 620x y DCS 720x.